# Giovanni Curcuas (catapano)

Thema del Catepanato verso l'anno 1000

Giovanni Curcuas (greco: Ἰωάννης Κουρκούας; in italiano: Giovanni Antipati da Cusira, per il suo titolo di anthypatos; X secolo – 1009 o 1010) fu strategos di Samos, poi catapano d'Italia dal 1008 fino alla sua morte.

## Biografia
Giovanni Curcuas era un generale bizantino di origini armene del quale si sa che era strategos del thema di Samos. Con la morte nel 1007 del catapano Alessio Xiphias, che fu ucciso in battaglia, Giovanni fu promosso dall'imperatore bizantino Basilio II (976-1025) a catapano d'Italia. Egli arrivò a Bari nel maggio 1008. Il 9 maggio 1009 ebbe inizio a Bari una rivolta normanna guidata da Melo di Bari, che si diffuse rapidamente nelle altre città del Catapanato d'Italia. Giovanni morì in battaglia contro i ribelli alla fine del 1009 (o, più probabilmente, all'inizio del 1010).